# Area of Outstanding Natural Beauty

Areas of Outstanding Natural Beauty i England och Wales

Area of Outstanding Natural Beauty (AONB) (svenska: område av utomordentlig naturlig skönhet) är en utmärkelse som ges till speciella områden på landsbygden i England, Wales och Nordirland, baserat på deras erkända naturskönhet. Denna utmärkelse ges av myndigheten Countryside Agency på uppdrag av Storbritanniens regering.

## Lista över områden med Outstanding Natural Beauty

### England
| AONB                                         | Etablerad | km2  | sq mi |
| -------------------------------------------- | --------- | ---- | ----- |
| Arnside and Silverdale                       | 1972      | 75   | 29    |
| Blackdown Hills                              | 1991      | 370  | 143   |
| Cannock Chase                                | 1958      | 68   | 26    |
| Chichester Harbour                           | 1970      | 37   | 14    |
| Chiltern Hills                               | 1965      | 833  | 322   |
| Cornwall                                     | 1959      | 958  | 370   |
| Cotswolds                                    | 1966      | 2038 | 787   |
| Cranborne Chase and the West Wiltshire Downs | 1981      | 983  | 380   |
| Dedham Vale                                  | 1970      | 90   | 35    |
| Dorset                                       | 1959      | 1129 | 436   |
| East Devon                                   | 1963      | 268  | 103   |
| Forest of Bowland                            | 1964      | 803  | 312   |
| High Weald                                   | 1983      | 1460 | 564   |
| Howardian Hills                              | 1987      | 204  | 79    |
| Isle of Wight                                | 1963      | 189  | 73    |
| Scillyöarna                                  | 1975      | 16   | 6     |
| Kent Downs                                   | 1968      | 878  | 339   |
| Lincolnshire Wolds                           | 1973      | 560  | 216   |
| Malvern Hills                                | 1959      | 105  | 41    |
| Mendip Hills                                 | 1972      | 200  | 77    |
| Nidderdale                                   | 1994      | 603  | 233   |
| Norfolk Coast                                | 1968      | 453  | 175   |
| North Devon Coast                            | 1959      | 171  | 66    |
| North Pennines                               | 1988      | 1983 | 766   |
| Northumberland Coast                         | 1958      | 138  | 53    |
| North Wessex Downs                           | 1972      | 1730 | 668   |
| Quantock Hills                               | 1956      | 98   | 38    |
| Shropshire Hills                             | 1958      | 802  | 310   |
| Solway Coast                                 | 1964      | 115  | 44    |
| South Devon                                  | 1960      | 337  | 130   |
| Suffolk Coast and Heaths                     | 1970      | 403  | 155   |
| Surrey Hills                                 | 1958      | 422  | 163   |
| Tamar Valley                                 | 1995      | 190  | 75    |
| Wye Valley (delvis i Wales)                  | 1971      | 326  | 126   |

### Wales
- Anglesey
- Clwydian Range och Dee Valley
- Gower Peninsula
- Llŷn
- Wye Valley (delvis i England)

### Nordirland
- Antrim Coast and Glens
- Binevenagh
- Giant's Causeway
- Lagan Valley
- Mourne Mountains
- Ring of Gullion
- Sperrin Mountains
- Strangford och Lecale